# 曹里乡
曹里乡，是中华人民共和国河南省周口市扶沟县下辖的一个乡镇级行政单位。

## 行政区划
曹里乡下辖以下地区：
曹里村、东吴村、西吴村、胡横村、刁陵村、游家村、杜家村、呼庄村、刁湾村、跨李庄村、宁家村、徐家村、马集村、顾家村、樊家村、牛信村、王家村、韩家村、关家村、秦岗村、邹家村、黄家村、马家村、刘家村、晋岗李村和摆渡口村。